# Age Of Love
Age of Love er det tyske technoband Scooters fjerde studiealbum udgivet i 1997. Der blev udgivet to singler fra albummet, numrene The Age Of Love og Fire.

## Spor
1. Introduction (1:01)
2. The Age Of Love (3:49)
3. She Said (5:19)
4. Fire (3:32)
5. Dancing In The Moonlight (4:33)
6. Forever (Keep Me Running) (4:46)
7. Hit The Drum (4:38)
8. Don't Waste No Time (4:14)
9. Tonight (4:58)
10. Return Of The Future (4:58)
11. Leave In Silence (3:34)

## Chart positioner
| Titel         | Chart-Positioner | Chart-Positioner | Chart-Positioner | Chart-Positioner | Chart-Positioner | Chart-Positioner | Chart-Positioner | Chart-Positioner | Chart-Positioner |
| Titel         | Tyskland         | Tjekkiet         | Ungarn           | Finland          | Sverige          | Østrig           | Frankrig         | Norge            | Schweiz          |
| ------------- | ---------------- | ---------------- | ---------------- | ---------------- | ---------------- | ---------------- | ---------------- | ---------------- | ---------------- |
| "Age Of Love" | 19               | Guld             | Guld             | Guld             | 26               | 32               | 35               | 35               | 35               |